# Heliconia sanctae-theresae
Heliconia sanctae-theresae är en enhjärtbladig växtart som beskrevs av Abalo och G.Morales. Heliconia sanctae-theresae ingår i släktet Heliconia och familjen Heliconiaceae. Inga underarter finns listade.